# Paolo Sessa (giureconsulto)
Paolo Sessa (Milano, 1370 circa – Milano, 1450 circa) è stato un giurista italiano.
Figlio del nobile Giovanni Sessa di Sala (fl. 1350), apparteneva alla famiglia patrizia milanese dei Sessa e fu un giureconsulto collegiato sotto il dominio visconteo di Milano. Negli anni 1413, 1414 e 1418 fu avvocato fiscale della Camera Ducale ed edile per la Fabbrica del Duomo di Milano.